# Max Barandun
Max Barandun (* 25. Oktober 1942; † 31. Oktober 2010) war ein Schweizer Leichtathlet, der sich auf den 100-Meter-Lauf spezialisiert hatte. Er nahm 1964 in Tokio an den Olympischen Sommerspielen teil.
Barandun war in den Jahren 1964 und 1965 Schweizer Meister und Rekordhalter im 100-Meter-Lauf. Nach Abschluss seiner Spitzensportkarriere unterrichtete er während drei Jahrzehnten als Mathematiklehrer an der Kantonsschule Rychenberg in Winterthur.